# Villa Mulhouse
La villa Mulhouse est un ensemble de voies situées dans le quartier d'Auteuil du 16e arrondissement de Paris.

## Situation et accès
La villa est un ensemble de voies privées délimité par la rue Claude-Lorrain, la rue Boileau, la rue Parent-de-Rosan et l'avenue de La Frillière. La villa Mulhouse comprend 67 maisons le long de voies nommées d'après des Alsaciens célèbres : avenue Georges-Risler, villa Dietz-Monnin, villa Cheysson, villa Émile-Meyer.
La villa Mulhouse est desservie par la ligne 9 à la station Exelmans.

## Origine du nom
Elle tient son nom de la ville alsacienne de Mulhouse où est édifiée une cité ouvrière ayant servi d'inspiration à l'ensemble pavillonnaire.

## Historique
La réalisation de la villa Mulhouse de 1882 à 1892 date d’une époque où Auteuil, qui n’était pas devenu un quartier exclusivement résidentiel, comprenait également des établissements industriels et une population ouvrière.
L’origine de cet ensemble est un projet d’Émile Cacheux, spécialiste du logement ouvrier, de construction de 400 maisons s’inspirant de la cité pavillonnaire créée à Mulhouse par Émile Muller  pour loger les ouvriers de la filature de l’industriel Jean Dollfuss. Cacheux édifia 10 maisons sur un modèle répandu en Angleterre de maisons contigües adossées avec jardins. N’ayant pas réussi à constituer le capital nécessaire, il vendit ces 10 maisons à la société anonyme des maisons ouvrières de Passy-Auteuil créée en 1880 qui définit plusieurs types de maisons de construction moins onéreuses que celles que Cacheux avait envisagées.
Ces maisons d’un prix de revient de 5 500 à 10 000 F ont été vendues par crédits à 20 ans dont les annuités n’étaient accessibles qu’à une élite d’ouvriers très qualifiés et d’employés, soit 4 % de l’ensemble de la population ouvrière de Paris.
L'ensemble prend sa dénomination actuelle en 1887.
Il a été rattaché à l'assainissement collectif par un arrêté municipal du 19 avril 1984.

Villa Mulhouse
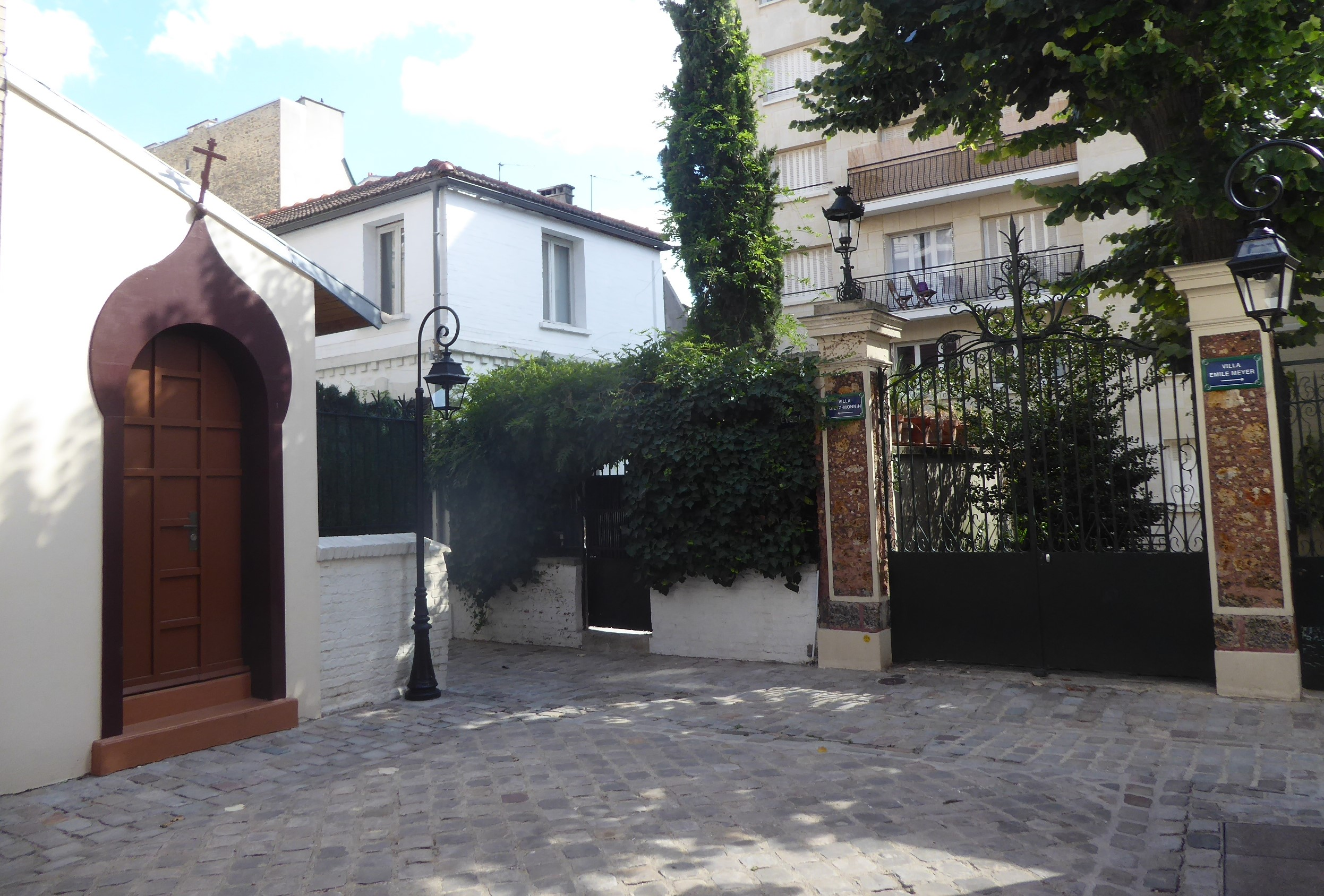
Avenue Georges-Risler, église orthodoxe.
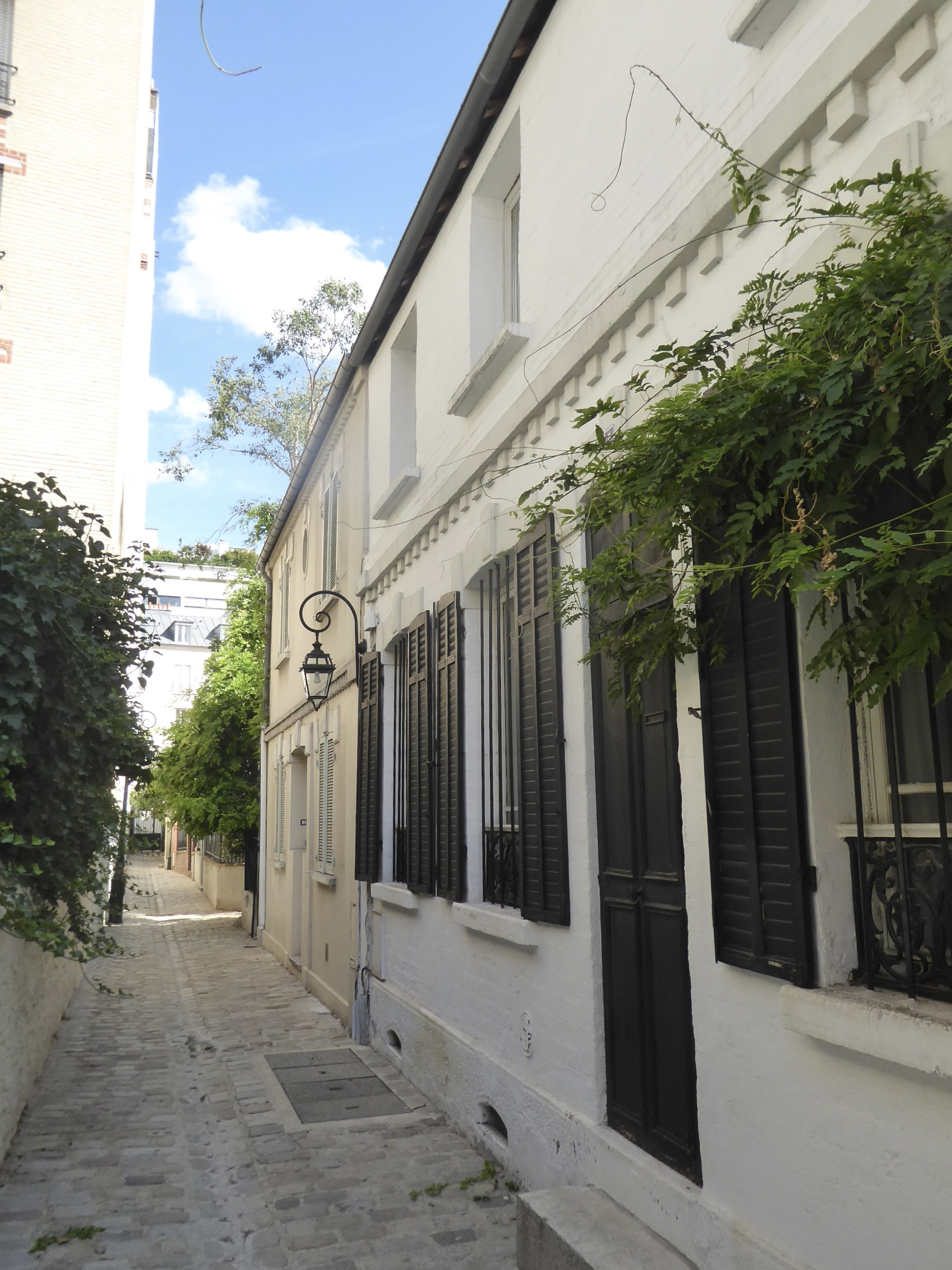
Villa Cheysson.
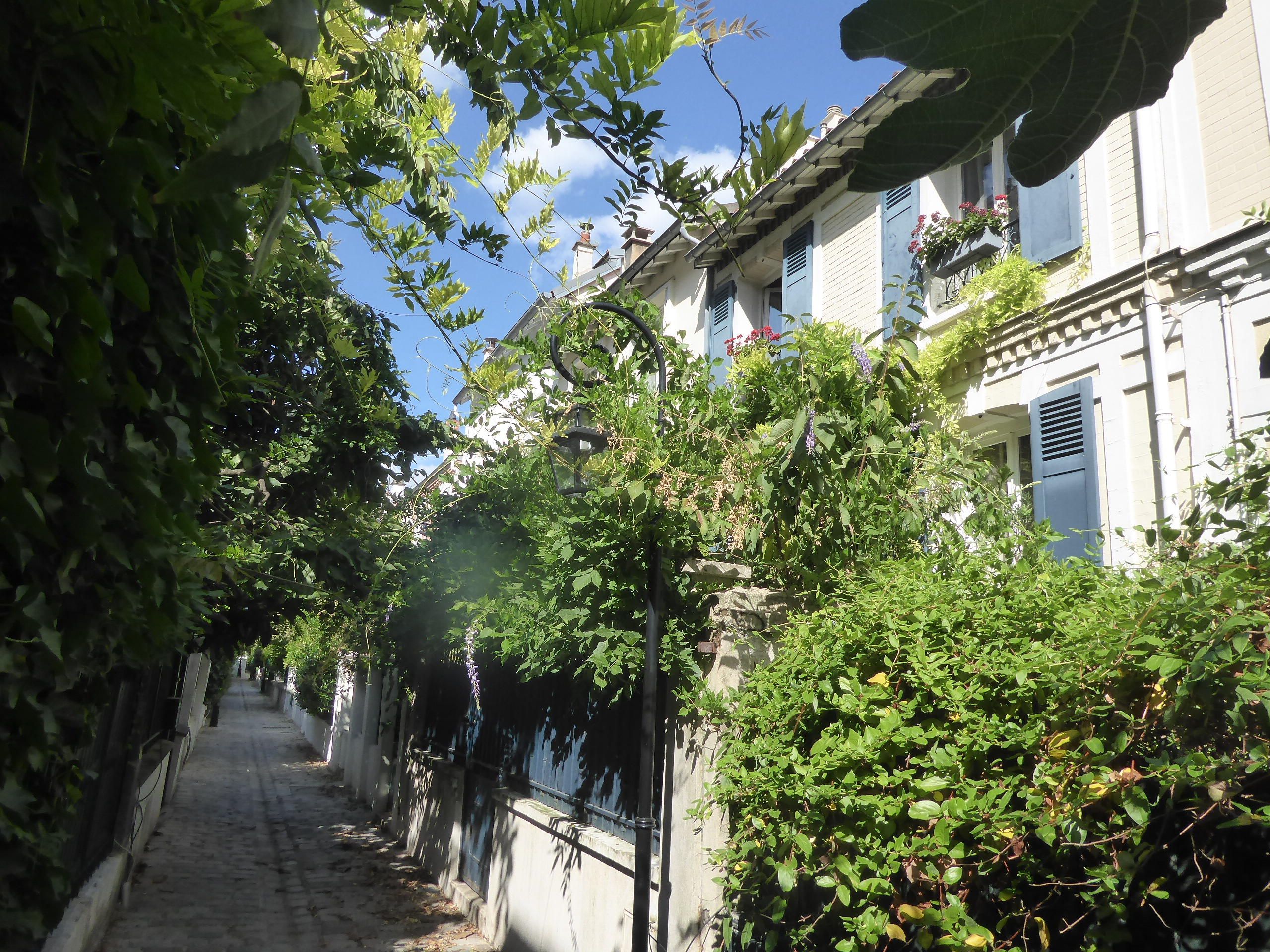
Villa Émile-Meyer.

## Bâtiments remarquables et lieux de mémoire
- Église orthodoxe de Tous-les-Saints-de-la-Terre-Russe (ru). Entrée de l'avenue Georges-Risler.

## Association de sauvegarde
Depuis le 12 janvier 1953, l'association Sauvegarde de la villa Mulhouse a pour but de sauvegarder l'unicité et la spécifié de ce site, de défendre l'environnement contre d'éventuelles nuisances extérieures ainsi que de faire respecter par tous les propriétaires actuel et futurs les droits et obligations imposés à perpétuité par les titres de propriété des immeubles desservis par les voies privées.